# Ardrishaig
Ardrishaig (Rubha Àird Driseig in lingua gaelica scozzese) è una località della Scozia, situata nell'area di consiglio dell'Argyll e Bute.